# Prva savezna liga Jugoslavije u nogometu 1964./65.
Prvenstvo Jugoslavije u nogometu za sezonu 1965./66. bilo je trideset i šesto po redu najviše nogometno natjecanje u Jugoslaviji, devetnaesto poslijeratno, koje je započelo 9. kolovoza 1964. i završilo 10. lipnja 1965.

Prvak je postao srbijanski klub, Partizan, koji je osvojio svoju šestu titulu.

Najbolji strijelac bio je Zlatko Dračić iz NK Zagreb s 23 golova.
Nakon osmog tjedna utakmica 13. rujna 1964., liga je otišla na gotovo dvomjesečnu stanku kako bi jugoslavenska olimpijska reprezentacija u listopadu 1964. sudjelovala na Olimpijskim igrama u Tokiju 1964., gdje je momčad sastavljena isključivo od igrača iz jugoslavenske Prve lige izgubila u četvrtfinalu od Njemačke. Sezona je nastavljena 8. studenog 1964.
Ovo je bilo zadnje izdanje koje je koristilo gol-kvocijent, od sljedeće seezone koristi se gol-razlika.

## Sustav natjecanja
Igralo se u dvije faze. Momčadi su međusobno igrale dvokružni ligaški sustav. Igrala se po jedna utakmica na domaćem i gostujućem terenu.  Prvakom je postala momčad koja je sakupila najviše bodova u skupini za prvaka (pobjeda = 2 boda, neodlučeni ishod = 1 bod, poraz = bez bodova).
Pravila koje su određivala poredak na ljestvici su bila: 1) broj osvojenih bodova, 2) kvocijent golova

## Formiranje lige
Ova sezona jedinstvena je u povijesti Prve savezne nogometne lige nakon Drugog svjetskog rata jer je imala neparan broj sudionika – petnaest. Naime, iako je prethodne sezone 1963./64. skopski Vardar zauzimao posljednje četrnaesto mjesto, rukovodstvo FSJ donijelo je odluku da Vardar ne ispada iz Prve savezne nogometne lige zbog katastrofalnog potresa koji je pogodio ovaj grad godine. prethodne sezone, točnije 26. srpnja 1963. godine. Zbog toga je iz Prve savezne lige ispala samo ekipa Novog Sada, a novi sudionici bili su pobjednici skupina Istok i Zapad Druge savezne lige (Zagreb i Sutjeska).

Ovakva organizacija natjecanja podrazumijevala je da je u svakom od odigranih kola jedna ekipa bila slobodna.
- Iz Prve savezne lige natjecali su se Crvena zvezda, OFK Beograd, Dinamo Zagreb, Sarajevo, Partizan, Željezničar, Vojvodina, Radnički Niš, Rijeka, Hajduk Split, Trešnjevka, Velež Mostar i Vardar Skoplje
- Iz Druge savezne lige: Zagreb (pobjednik zapadne skupine) i Sutjeska Nikšić (pobjednik istočne skupine)

## Sudionici
| Slovenija | Hrvatska                                                     | Bosna i Hercegovina                  | Srbija      | Srbija                                                  | Srbija  | Crna Gora      | Makedonija   |
| Slovenija | Hrvatska                                                     | Bosna i Hercegovina                  | Vojvodina   | Središnja Srbija                                        | Kosovo  | Crna Gora      | Makedonija   |
| --------- | ------------------------------------------------------------ | ------------------------------------ | ----------- | ------------------------------------------------------- | ------- | -------------- | ------------ |
| - nitko   | - Dinamo (Z) - Hajduk (S) - Rijeka - Trešnjevka (Z) - Zagreb | - Sarajevo - Velež (M) - Željezničar | - Vojvodina | - Crvena zvezda - OFK Beograd - Partizan - Radnički Niš | - nitko | - Sutjeska (N) | - Vardar (S) |

- FK Crvena zvezda, Beograd
- NK Dinamo, Zagreb
- NK Hajduk, Split
- OFK Beograd, Beograd
- FK Partizan, Beograd
- FK Radnički Niš, Niš
- NK Rijeka, Rijeka
- FK Sarajevo, Sarajevo
- FK Sutjeska, Nikšić
- SD Trešnjevka, Zagreb
- FK Vardar, Skoplje
- FK Velež, Mostar
- FK Vojvodina, Novi Sad
- NK Zagreb, Zagreb
- FK Željezničar, Sarajevo

## Ljestvica
| mj.     | klub              | ut. | pob. | ner. | por. | gol+ | gol- | kvoc  | bod |
| ------- | ----------------- | --- | ---- | ---- | ---- | ---- | ---- | ----- | --- |
| 1.      | Partizan          | 28  | 19   | 5    | 4    | 62   | 34   | 1,823 | 43  |
| 2.      | Sarajevo          | 28  | 15   | 5    | 8    | 52   | 38   | 1,368 | 35  |
| 3.      | Crvena zvezda     | 28  | 14   | 7    | 7    | 50   | 38   | 1,315 | 35  |
| 4.      | Rijeka            | 28  | 14   | 6    | 8    | 47   | 30   | 1,566 | 34  |
| 5.      | Željezničar       | 28  | 13   | 7    | 8    | 39   | 30   | 1,300 | 33  |
| 6.      | Zagreb            | 28  | 12   | 5    | 11   | 47   | 42   | 1,119 | 29  |
| 7.      | Radnički Niš      | 28  | 9    | 10   | 9    | 39   | 33   | 1,181 | 28  |
| 8.      | Dinamo Zagreb     | 28  | 11   | 4    | 13   | 35   | 34   | 1,029 | 26  |
| 9.      | Vojvodina         | 28  | 11   | 4    | 13   | 32   | 37   | 0,864 | 26  |
| 10.     | OFK Beograd       | 28  | 9    | 6    | 13   | 35   | 40   | 0,875 | 24  |
| 11.     | Vardar Skoplje    | 28  | 6    | 11   | 11   | 23   | 33   | 0,696 | 23  |
| 12.     | Hajduk Split      | 28  | 7    | 9    | 12   | 28   | 39   | 0,717 | 23  |
| 13.     | Velež Mostar      | 28  | 9    | 3    | 16   | 37   | 53   | 0,698 | 21  |
| 14.     | Trešnjevka Zagreb | 28  | 7    | 7    | 14   | 27   | 46   | 0,586 | 21  |
| 15.     | Sutjeska Nikšić   | 28  | 6    | 7    | 15   | 31   | 57   | 0,543 | 19  |
|         |                   |     |      |      |      |      |      |       |     |
| Izvori: |                   |     |      |      |      |      |      |       |     |

|  | Partizan je prvak Jugoslavije i plasirao se u Kup prvaka 1965./66.                            |
|  | Crvena zvezda i Zagreb pozvani su na Kup velesajamskih gradova 1965./66.                      |
|  | Dinamo Zagreb osvaja Kup Jugoslavije i plasirao se u Europski kup pobjednika kupova 1965./66. |
|  | Sutjeska Nikšić ispala je u Drugu saveznu ligu                                                |

## Rezultati
| 1964./65. | 1964./65.       | PAR | SAR | C.Z | RIJ | ŽEL | ZAG | RAD | DIN | VOJ | OFK | VAR | HAJ | VEL | TRE | SUT |
| 1.        | Partizan        |     | 0:1 | 1:2 | 1:0 | 1:0 | 3:1 | 4:3 | 1:0 | 3:0 | 3:3 | 2:0 | 3:1 | 4:3 | 4:0 | 3:2 |
| 2.        | Sarajevo        | 4:5 |     | 3:0 | 2:1 | 3:1 | 3:1 | 1:1 | 4:0 | 3:0 | 4:0 | 1:1 | 4:1 | 4:3 | 3:1 | 2:0 |
| 3.        | Crvena zvezda   | 2:2 | 4:0 |     | 0:0 | 0:0 | 2:1 | 2:1 | 2:1 | 0:1 | 4:1 | 3:0 | 1:0 | 5:3 | 3:0 | 4:2 |
| 4.        | Rijeka          | 1:0 | 5:2 | 3:1 |     | 1:0 | 3:2 | 3:2 | 0:1 | 3:1 | 2:2 | 2:0 | 4:1 | 2:0 | 3:1 | 2:1 |
| 5.        | Željezničar     | 1:4 | 0:0 | 4:1 | 2:1 |     | 2:0 | 1:0 | 2:1 | 2:1 | 2:5 | 2:0 | 0:0 | 4:1 | 4:1 | 0:0 |
| 6.        | Zagreb          | 0:3 | 4:0 | 4:1 | 1:0 | 2:3 |     | 2:1 | 1:0 | 2:2 | 4:1 | 2:2 | 1:0 | 2:0 | 1:0 | 3:0 |
| 7.        | Radnički Niš    | 1:1 | 2:1 | 2:3 | 0:0 | 1:0 | 3:0 |     | 1:0 | 0:1 | 0:0 | 1:0 | 4:1 | 5:1 | 2:1 | 3:1 |
| 8.        | Dinamo Zagreb   | 1:2 | 1:2 | 0:0 | 2:3 | 0:1 | 2:4 | 1:1 |     | 3:2 | 0:1 | 2:0 | 2:0 | 3:1 | 3:2 | 6:0 |
| 9.        | Vojvodina       | 0:2 | 2:1 | 2:2 | 1:1 | 1:1 | 0:0 | 1:1 | 0:0 |     | 1:0 | 1:1 | 2:1 | 2:0 | 1:0 | 7:2 |
| 10.       | OFK Beograd     | 1:2 | 3:0 | 2:0 | 0:0 | 1:4 | 0:2 | 1:1 | 1:2 | 3:0 |     | 1:0 | 0:0 | 1:0 | 2:0 | 5:1 |
| 11.       | Vardar Skoplje  | 2:2 | 0:0 | 1:1 | 1:0 | 0:2 | 2:1 | 2:0 | 0:0 | 1:0 | 1:0 |     | 3:3 | 0:0 | 1:2 | 0:0 |
| 12.       | Hajduk Split    | 0:1 | 0:2 | 1:1 | 1:1 | 1:1 | 2:2 | 2:0 | 0:1 | 2:1 | 3:1 | 0:0 |     | 2:0 | 1:0 | 1:0 |
| 13.       | Velež Mostar    | 3:2 | 1:0 | 1:4 | 2:1 | 0:0 | 3:1 | 1:1 | 0:1 | 2:1 | 2:0 | 2:1 | 0:2 |     | 0:1 | 4:1 |
| 14.       | Trešnjevka      | 1:2 | 0:0 | 1:1 | 1:5 | 2:0 | 1:1 | 0:0 | 3:1 | 1:1 | 1:0 | 3:2 | 1:1 | 0:2 |     | 3:2 |
| 15.       | Sutjeska Nikšić | 1:1 | 1:2 | 1:1 | 2:0 | 2:0 | 3:2 | 2:2 | 0:1 | 0:0 | 1:0 | 0:2 | 3:1 | 3:2 | 0:0 |     |

| 1. kolo 9. 8. 1964. Partizan – Rijeka 1:0 (1:0) Trešnjevka – Sarajevo 0:0 Željezničar – Vardar 2:0 (2:0) Vojvodina – Zagreb 0:0 Velež – Radnički (N) 1:1 (1:1) Hajduk – OFK Beograd 3:1 (1:0) Dinamo – Sutjeska 6:0 (0:0) slobodna Crvena zvezda 2. kolo 16. 8. 1964. Crvena zvezda – Partizan 2:2 (1:2) Radnički (N) – Hajduk 4:1 (3:0) Sarajevo – Željezničar 3:1 (1:0) Zagreb – Velež 2:0 (1:0) Sutjeska – Trešnjevka 0:0 Rijeka – Dinamo 0:1 (0:0) Vardar – Vojvodina 1:0 (1:0) OFK Beograd slobodan 3. kolo 23. 8. 1964. Dinamo – Crvena zvezda 0:0 Željezničar – Sutjeska 0:0 Vojvodina – Sarajevo 2:1 (2:1) Velež – Vardar 2:1 (1:1) Hajduk – Zagreb 2:2 (1:2) OFK Beograd – Radnički (N) 1:1 (1:0) Trešnjevka – Rijeka 1:5 Partizan slobodan 4. kolo 26. 8. 1964. Partizan – Dinamo 1:0 (0:0) Rijeka – Željezničar 1:0 (0:0) Sutjeska – Vojvodina 0:0 Sarajevo – Velež 4:3 (3:2) Vardar – Hajduk 3:3 (0:3) Zagreb – OFK Beograd 4:1 (2:0) 27. 8. 1964. Crvena zvezda – Trešnjevka 3:0 (1:0) slobodan Radnički (N) 5. kolo 29. 8. 1964. OFK Beograd – Vardar 1:0 (0:0) 30. 8. 1964. Trešnjevka – Partizan 1:2 (1:1) Vojvodina – Rijeka 1:1 (1:0) Velež – Sutjeska 4:1 (2:1) Hajduk – Sarajevo 0:2 (0:1) Radnički (N) – Zagreb 3:0 (0:0) Željezničar – Crvena zvezda 4:1 (2:1) slobodan Dinamo 6. kolo 2. 9. 1964. Sutjeska – Hajduk 3:1 (2:0) Sarajevo – OFK Beograd 4:0 (2:0) Partizan – Željezničar 1:0 (0:0) Dinamo – Trešnjevka 3:2 (2:0) Vardar – Radnički (N) 2:0 (0:0) Rijeka – Velež 2:0 (0:0) 25. 11. 1964. Crvena zvezda – Vojvodina 0:1 (0:0) slobodan Zagreb 7. kolo 6. 9. 1964. Velež – Crvena zvezda 1:4 (0:2) Vojvodina – Partizan 0:2 (0:1) Željezničar – Dinamo 2:1 (1:0) Hajduk – Rijeka 1:1 (1:1) OFK Beograd – Sutjeska 5:1 (2:0) Radnički (N) – Sarajevo 2:1 (1:0) Zagreb – Vardar 2:2 (1:0) slobodna Trešnjevka 8. kolo 12. 9. 1964. Partizan – Velež 4:3 (4:1) 13. 9. 1964. Sutjeska – Radnički (N) 2:2 (2:1) Rijeka – OFK Beograd 2:2 (0:0) Sarajevo – Zagreb 3:1 (1:1) Trešnjevka – Željezničar 2:0 (0:0) Crvena zvezda – Hajduk 1:0 (1:0) Dinamo – Vojvodina 3:2 (3:1) slobodan Vardar 9. kolo 8. 11. 1964. Hajduk – Partizan 0:1 (0:0) Velež – Dinamo 0:1 (0:0) Vojvodina – Trešnjevka 1:0 (1:0) Zagreb – Sutjeska 3:0 (3:0) Radnički (N) – Rijeka 0:0 Vardar – Sarajevo 0:0 1. 12. 1964. Crvena zvezda – OFK Beograd 4:1 (3:1) slobodan Željezničar 10. kolo 11. 11. 1964. Crvena zvezda – Radnički (N) 2:1 (1:1) Partizan – OFK Beograd 3:3 (2:3) Trešnjevka – Velež 0:2 (0:2) Željezničar – Vojvodina 2:1 (2:1) Rijeka – Zagreb 3:2 (1:1) Sutjeska – Vardar 0:2 (0:1) 12. 11. 1964. Dinamo – Hajduk 2:0 (1:0) slobodno Sarajevo 11. kolo 15. 11. 1964. OFK Beograd – Dinamo 1:2 (1:0) Zagreb – Crvena zvezda 4:1 (4:0) Radnički (N) – Partizan 1:1 (0:1) Hajduk – Trešnjevka 1:0 (1:0) Velež – Željezničar 0:0 Vardar – Rijeka 1:0 (0:0) Sarajevo – Sutjeska 2:0 (1:0) slobodna Vojvodina 12. kolo 28. 11. 1964. Dinamo – Radnički (N) 1:1 (0:0) 29. 11. 1964. Crvena zvezda – Vardar 3:0 (0:0) Partizan – Zagreb 3:1 (1:0) Vojvodina – Velež 2:0 (2:0) Željezničar – Hajduk 0:0 Rijeka – Sarajevo 5:2 (4:1) Trešnjevka – OFK Beograd 1:0 (0:0) slobodna Sutjeska 13. kolo 6. 12. 1964. Sarajevo – Crvena zvezda 3:0 (0:0) OFK Beograd – Željezničar 1:4 (1:1) Zagreb – Dinamo 1:0 (1:0) Vardar – Partizan 2:2 (2:2) Radnički (N) – Trešnjevka 2:1 (1:0) Hajduk – Vojvodina 2:1 (0:1) Sutjeska – Rijeka 2:0 (2:0) slobodan Velež 14. kolo 12. 12. 1964. Partizan – Sarajevo 0:1 (0:0) Trešnjevka – Zagreb 1:1 (1:0) 13. 12. 1964. Crvena zvezda – Sutjeska 4:2 (3:2) Dinamo – Vardar 2:0 (0:0) Željezničar – RADNIČKI 1:0 (1:0) Vojvodina – OFK Beograd 1:0 (0:0) Velež – Hajduk 0:2 (0:1) slobodna Rijeka 15. kolo 20. 12. 1964. Sarajevo – Dinamo 4:0 (1:0) Rijeka – Crvena zvezda 3:1 (0:0) OFK Beograd – Velež 1:0 (0:0) Sutjeska – Partizan 1:1 (0:1) Vardar – Trešnjevka 1:2 (0:1) Zagreb – Željezničar 2:3 (1:1) Radnički (N) – Vojvodina 0:1 (0:1) slobodan Hajduk | 16. kolo 28. 2. 1965. Rijeka – Partizan 1:0 (0:0) Sutjeska – Dinamo 0:1 (0:0) Sarajevo – Trešnjevka 3:1 (0:1) Vardar – Željezničar 0:2 (0:2) Zagreb – Vojvodina 2:2 (0:2) Radnički (N) – Velež 5:1 (3:0) OFK Beograd – Hajduk 0:0 slobodna Crvena zvezda 17. kolo 6. 3. 1965. Trešnjevka – Sutjeska 3:2 (1:1) 7. 3. 1965. Partizan – Crvena zvezda 1:2 (1:1) Sarajevo – Željezničar 0:0 Hajduk – Radnički (N) 2:0 (1:0) Velež – Zagreb 3:1 (2:0) Vojvodina - Vardar 1:1 (0:0) Dinamo – Rijeka 2:3 (1:0) slobodan OFK Beograd 18. kolo 14. 3. 1965. Crvena zvezda – Dinamo 2:1 (0:0) Rijeka – Trešnjevka 3:1 (2:1) Sutjeska – Željezničar 2:0 (1:0) Sarajevo – Vojvodina 3:0 (0:0) Vardar – Velež 0:0 Zagreb – Hajduk 1:0 (0:0) Radnički (N) – OFK Beograd 0:0 slobodan Partizan 19. kolo 20. 3. 1965. Trešnjevka – Crvena zvezda 1:1 (1:1) 21. 3. 1965. OFK Beograd – Zagreb 0:2 (0:1) Hajduk – Vardar 0:0 Velež – Sarajevo 1:0 (1:0) Vojvodina – Sutjeska 7:2 (3:0) žELEZNIČAR – Rijeka 2:1 (0:0) Dinamo – Partizan 1:2 (1:1) slobodan Radnički (N) 20. kolo 24. 3. 1965. Partizan – Trešnjevka 4:0 (0:0) Rijeka – Vojvodina 3:1 (2:0) Sutjeska – Velež 3:2 (2:1) Sarajevo – Hajduk 4:1 (3:1) Vardar – OFK Beograd 1:0 (1:0) Zagreb – Radnički (N) 2:1 (2:0) 25. 3. 1965. Crvena zvezda – Željezničar 0:0 slobodan Dinamo 21. kolo 28. 3. 1965. OFK Beograd – Sarajevo 3:0 (1:0) Radnički (N) – Vardar 1:0 (0:0) Hajduk – Sutjeska 1:0 (1:0) Velež – Rijeka 2:1 (2:0) Vojvodina – Crvena zvezda 2:2 (2:0) Željezničar – Partizan 1:4 (1:2) Trešnjevka – Dinamo 3:1 (2:0) slobodan Zagreb 22. kolo 3. 4. 1965. Crvena zvezda – Velež 5:3 (4:0) 4. 4. 1965. Dinamo – Željezničar 0:1 (0:0) Partizan – Vojvodina 3:0 (2:0) Rijeka – Hajduk 4:1 (1:0) Sutjeska – OFK Beograd 1:0 (0:0) Sarajevo – Radnički (N) 1:1 (0:1) Vardar – Zagreb 2:1 (1:1) slobodna Trešnjevka 23. kolo 11. 4. 1965. Radnički (N) – Sutjeska 3:1 (1:0) OFK Beograd – Rijeka 0:0 Hajduk – Crvena zvezda 1:1 (0:0) Velež – Partizan 3:2 (2:2) Vojvodina – Dinamo 0:0 Zagreb – Sarajevo 4:0 (0:0) prekinuto u 83. minutu. Željezničar – Trešnjevka 4.1 (3:0) slobodan Vardar 24. kolo 24. 4. 1965. Partizan – Hajduk 3:1 (1:1) Dinamo – Velež 3:1 (0:1) 25. 4. 1965. Crvena zvezda – OFK Beograd 0:2 (0:0) Trešnjevka – Vojvodina 1:1 (0:0) Rijeka – Radnički (N) 3:2 (0:1) Sarajevo – Vardar 1:1 (1:0) Sutjeska – Zagreb 3:2 (2:0) slobodan Željezničar 25. kolo 2. 5. 1965. OFK Beograd – Partizan 1:2 (0:1) Vardar – Sutjeska 0:0 Zagreb – Rijeka 1:0 (0:0) Hajduk – Dinamo 0:1 (0:1) Vojvodina – Željezničar 1:1 (0:0) Radnički (N) – Crvena zvezda 2:3 (0:2) Velež – Trešnjevka 0:1 (0:0) slobodno Sarajevo 26. kolo 15. 5. 1965. Dinamo – OFK Beograd 0:1 (0:1) Crvena zvezda – Zagreb 2:1 (1:1) 16. 5. 1965. Željezničar – Velež 4:1 (1:0) Trešnjevka – Hajduk 1:1 (1:1) Partizan – Radnički (N) 4:3 (3:1) Rijeka – Vardar 2:0 (2:0) Sutjeska – Sarajevo 1:2 (0:0) slobodna Vojvodina 27. kolo 23. 5. 1965. Sarajevo – Rijeka 2:1 (2:0) Vardar – Crvena zvezda 1:1 (1:1) Zagreb – Partizan 0:3 (0:1) Radnički (N) – Dinamo 1:0 (0:0) OFK Beograd – Trešnjevka 2:0 (1:0) Hajduk – Željezničar 1:1 (1:0) Velež – Vojvodina 2:1 (1:0) slobodna Sutjeska 28. kolo 29. 5. 1965. Partizan – Vardar 2:0 (2:0) Trešnjevka – Radnički (N) 0:0 30. 5. 1965. Crvena zvezda – Sarajevo 4:0 (1:0) Dinamo – Zagreb 2:4 (1:1) Vojvodina – Hajduk 2:1 (2:1) Željezničar (S) – OFK Beograd 2:5 (0:3) Rijeka – Sutjeska 2:1 (0:0) slobodan Velež 29. kolo 6. 6. 1965. Sutjeska – Crvena zvezda 1:1 (1:0) OFK Beograd – Vojvodina 3:0 (2:0) Sarajevo – Partizan 4:5 (2:2) Vardar – Dinamo 0:0 Zagreb – Trešnjevka 1:0 (0:0) Radnički (N) – Željezničar (S) 1:0 (0:0) Hajduk – Velež 2:0 (0:0) slobodna Rijeka 30. kolo 10. 6. 1965. Partizan – Sutjeska 3:2 (2:1) Vojvodina – Radnički (N) 1:1 (0:0) Trešnjevka – Vardar 3:2 (2:1) Dinamo – Sarajevo 1:2 (1:1) Velež – OFK Beograd 2:0 (1:0) Željezničar (S) – Zagreb 2:0 (0:0) Crvena zvezda – Rijeka 0:0 slobodan Hajduk |

## Prvaci
Partizan
treneri: Aleksandar Atanacković
Popis igrača s brojem odigranih ligaških utakmica i brojem postignutih ligaških pogodaka:
Vladica Kovačević (28/14)
Josip Pirmajer (27/7)
Ljubomir Mihajlović (26/0)
Milan Galić (24/15)
Ivan Ćurković (23/0) (vratar)
Mustafa Hasanagić (20/13)
Radoslav Bečejac (20/2)
Jovan Miladinović (19/0)
Joakim Vislavski (18/5)
Fahrudin Jusufi (18/0)
Branko Rašović (17/0)
Velibor Vasović (15/0)
Velimir Sombolac (14/0)
Milan Damjanović (11/0)
Milan Vukelić (10/0)
Lazar Radović (8/0)
Bora Milutinović (6/0)
Mane Bajić (5/1)
Miodrag Petrović (5/1)
Milutin Šoškić (4/0) (vratar)
Branislav Mihajlović (2/0)
Jovan Ćurčić (1/0) (vratar)
Vojislav Simeunović (1/0)
Izvori:

## Statistika

### Ljestvica strijelaca
| Pl. | Ime                | Klub          | Pogodaka |
| --- | ------------------ | ------------- | -------- |
| 1.  | Zlatko Dračić      | NK Zagreb     | 23       |
| 2.  | Tonči Gulin        | Rijeka        | 16       |
| 3.  | Milan Galić        | Partizan      | 15       |
| 4.  | Vladimir Kovačević | Partizan      | 14       |
| 5.  | Jovan Anđelković   | Radnički Niš  | 13       |
| 5.  | Mustafa Hasanagić  | Partizan      | 13       |
| 5.  | Drago Smajlović    | Željezničar   | 13       |
| 8.  | Zoran Prljinčević  | Crvena zvezda | 12       |
| 9.  | Borivoje Kostić    | Crvena zvezda | 10       |

### Broj gledatelja i golova
| Jesenski dio                                                                    | Jesenski dio | Jesenski dio |  | Proljetni dio | Proljetni dio | Proljetni dio |
| Kolo                                                                            | Golova       | Gledatelja   |  | Kolo          | Golova        | Gledatelja    |
| ------------------------------------------------------------------------------- | ------------ | ------------ |  | ------------- | ------------- | ------------- |
| I.                                                                              | 15           | 60.000       |  | XVI.          | 18            | 75.000        |
| II.                                                                             | 17           | 159.000      |  | XVII.         | 21            | 115.000       |
| III.                                                                            | 18           | 98.000       |  | XVIII.        | 13            | 130.000       |
| IV.                                                                             | 23           | 102.000      |  | XIX.          | 20            | 65.000        |
| V.                                                                              | 21           | 80.000       |  | XX.           | 22            | 73.000        |
| VI.                                                                             | 19           | 112.000      |  | XXI.          | 21            | 78.000        |
| VII.                                                                            | 25           | 90.000       |  | XXII.         | 23            | 95.000        |
| VIII.                                                                           | 27           | 98.000       |  | XXIII.        | 20            | 65.000        |
| IX.                                                                             | 11           | 66.000       |  | XXIV.         | 24            | 74.000        |
| X.                                                                              | 23           | 91.000       |  | XXV.          | 13            | 63.000        |
| XI.                                                                             | 14           | 84.000       |  | XXVI.         | 23            | 90.000        |
| XII.                                                                            | 19           | 77.000       |  | XXVII.        | 16            | 72.000        |
| XIII.                                                                           | 21           | 74.000       |  | XXVIII.       | 25            | 75.000        |
| XIV.                                                                            | 15           | 57.000       |  | XXIX.         | 18            | 64.000        |
| XV.                                                                             | 20           | 77.000       |  | XXX.          | 19            | 85.000        |
| Ukupno: 584 golova (2,78 po utakmici) 2.530.000 gledatelja (12.047 po utakmici) |              |              |  |               |               |               |
| Izvori:                                                                         |              |              |  |               |               |               |

## Poveznice
- Druga savezna liga 1964./65.
- Treći rang prvenstva Jugoslavije 1964./65.
- Kup maršala Tita 1964./65.

## Vanjske poveznice
- historical-lineups.com: Godišnjak 1964-65
- historical-lineups.com: Statistika 1963-1965
- Eu-football.info